# Pomník Vítězslava Hálka
Pomník Vítězslava Hálka na Karlově náměstí na Novém Městě v Praze pochází z roku 1882.

## Historie a popis
Pomník spisovateli Vítězslavu Hálkovi dala roku 1882 zhotovit Umělecká beseda. Místo v severní části Karlova náměstí, poblíž Novoměstské radnice, poskytla Městská rada královského hlavního města Prahy zdarma a na postavení pomníku byla uspořádána veřejná sbírka.
Jde o kamennou stavbu z hladce opracované opuky na polokruhovém půdorysu. Ve střední části je hranolová edikulová stavba s nikou, na jejímž vrcholu je umístěna bronzová busta. Nika je dole doplněna kamennou nádržkou a uvnitř je reliéfní lví maska s rostlinnými úponky a trojzubcem. Horní část edikuly nese zlacený reliéfní nápis Vítězslav Hálek a je zakončena kladím se segmentovým frontonem, v jehož středu je bronzová lyra s vavřínovými ratolestmi. Nárožní akroteria tvoří kamenné masky. Po stranách jsou nápisy Umělecká beseda a Věnuje roku 1881. Autorem básníkovy busty je Bohuslav Schnirch, odlil Franta Anýž.
Střední část pomníku lemují dvě podkovovitá ramena s kamennými lavicemi na volutových podpěrách, zakončená nižšími kamennými hranolovými sokly a kruhovými podstavci krytými patkou, na kterých byly původně nádržky. Na soklech jsou kamenné sochy sfing, držících v tlapách amforu, ze které tryskala voda. Vnitřní prostor pomníku je dlážděn kameny, uprostřed s osmicípou kamennou hvězdou v kruhu.
Pomník je kulturní památka České republiky evidovaná v Ústředním seznamu kulturních památek pod rejstříkovým číslem: 40066/1-1204.